# 新伊萬尼夫卡 (別爾江斯克區)
46°59′31″N 36°52′21″E / 46.99194°N 36.87250°E
新伊萬尼夫卡（烏克蘭語：Новоіванівка）是位於烏克蘭東南部的村莊，由扎波羅熱州別爾江斯克區的貝雷斯托韋市鎮負責管轄。該村始建於1812年，面積0.04平方公里，海拔高度38米，2001年人口32，人口密度每平方公里780人。